# Doug Peterson (Konstrukteur)

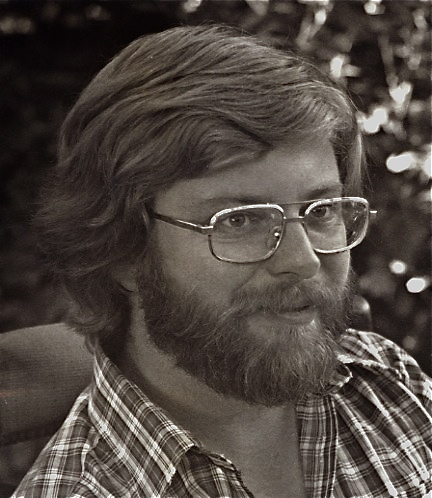
Doug Peterson, 1973

Douglas Blair „Doug“ Peterson (* 25. Juli 1945 in Los Angeles; † 26. Juni 2017 in San Diego) war ein US-amerikanischer Konstrukteur von Segelyachten, der im Entwurf seiner Renn- und Fahrten-Yachten oftmals Neuland beschritt.

## Leben
Doug Peterson verbrachte fast sein gesamtes Leben in San Diego. Sein Vater, Carlton Peterson, arbeitete als Luftfahrtingenieur. Er kaufte sich eine 11 Fuß lange Jolle nur mit einem Segel in der Hoffnung, dass das Segeln seinen Stress bei der Arbeit kompensieren könne. So nahm er den jungen Doug und seinen Bruder mit auf Tagestouren nach Treasure Island.
Doug Peterson machte seinen Abschluss auf der Point Loma High School in San Diego, brach aber später das Pasadena City College ab.

## Erfolge als Yachtdesigner

### Regatta-Yachten
Sein Durchbruch als Yachtkonstrukteur/Yachtdesigner gelang ihm 1973 als 28-Jähriger mit dem Entwurf der Eintonner-Yacht Ganbare (ein japanischer Ausdruck für Viel Glück bzw. Mach das Beste draus). Den damals hart umkämpften Eintonner-Pokal gewann das Boot nur nicht, weil die Besatzung eine Tonne falsch gerundet hatte. Aber die nächste Yacht aus seiner Feder, die Gumboots, gewann den Pokal im Jahr 1974, dann entwarf er 1975 mit Pied Piper die nächste Sieger-Yacht.
Es folgten Siege in fast allen Tonner-Klassen, in den international wichtigsten Serien wie Southern Ocean Racing Conference (SORC), Admiral’s Cup und Sardinia Cup. Aufgrund seiner Erfolge bestellten auch die deutschen Hochseesegler, wie Hans-Otto Schümann (Rubin), Udo Schütz (Container) und Willi Illbruck (Pinta), neue Entwürfe für ihre Regatta-Yachten bei Doug Peterson. So prägte der amerikanische Yachtdesigner die Blütezeit der International Offshore Rule (IOR) in den 1970er- und beginnenden 1980er-Jahren wie kaum ein anderer. Erfolgreiche Yachten waren Ganbare, Gumboots, Kindred Spirit, Vendetta, Racy, Great Pumpkin, Petrified, High Noon, Anabelle Lee, High Roler, Country Girl (Halbtonner), Louisiana Crude, Stinger, Checkmate, Eclipse, Yena, Rubin, Ragamuffin und Moonshine.

### Serien-Yachten
Auch im Serienbau war Peterson erfolgreich. Er entwarf unter anderem für die Werften Jongert, Baltic Yachts, Grand Soleil, Solaris und zusammen mit J&J Design auch für Bavaria Yachtbau (Match-Serie).
Doug Peterson entwarf 1976 für die Werft Jack Kelly Yachts die Peterson 44. Diese Yacht war ein Vorbild für ein schnelles Fahrtenschiff und man kann noch heute viele der 200 gebauten Exemplare in den Yachthäfen der Welt sehen.
Peterson liebte auch die Meterklassen, denn er besaß selbst einige Exemplare dieser Yachten und restaurierte sie.

### America’s Cup
Peterson entwarf als zentraler Yachtkonstrukteur der amerikanischen Verteidiger im Jahr 1992 die America’s-Cup-Gewinneryacht America³, die in die neue Formel der International America’s Cup Class konstruiert wurde.
Für den 29. America’s Cup im Jahr 1995 wechselte Peterson ins neuseeländische Team, da er keinen Auftrag aus den USA hatte, und entwarf die Sieger-Yacht Black Magic des Team New Zealand.
Peterson konstruierte die America’s-Cup-Yacht Luna Rossa für das im Louis Vuitton Cup 2000 siegreiche italienische Team Prada Challenge, die so das Recht gewann, als Challenger im Finale des 30. America’s Cup den Defender Team New Zealand herauszufordern. Luna Rossa verlor gegen die Yacht New Zealand 5:0.

## Ehrungen
Doug Peterson wurde 2017 als Mitglied (engl. Inductee) in die America’s Cup Hall of Fame aufgenommen.